# A Ranch Romance
A Ranch Romance est un film muet américain sorti en 1914.

## Fiche technique
- Scénario : Seymour Hastings
- Date de sortie : États-Unis : 8 juillet 1914

## Distribution
- Murdock MacQuarrie : Jack Deering
- Agnes Vernon : Kate Preston
- Lon Chaney : Raphael Praz
- Seymour Hastings : John Preson
- Edgar Keller : Don Jose Praz